# Cedertræ (materiale)
 Denne artikel omhandler træsorten cedertræ, der kommer fra arten Thuja plicata. For træslægten ceder (Cedrus), se Ceder.
Cedertræ er en rødligt brun træsort, som stammer fra nåletræer i slægten Thuja, særligt kæmpethuja, Thuja plicata.

## Egenskaber
Træsorten findes i flere varianter med varierende karakteristika. I snedkersammenhæng skelnes mellem hårdttræ, som er mahogniagtigt i farven og eksempelvis anvendes til cigarkasser og lyst- og racerbåde. Og nåletræ, herunder såkaldt ’ægte ceder’, som er ensartet rødbrun med utydelige årringe, og eksempelvis bruges til blyanter, kister, skabe og som snedkertræ. Cedertræ anvendes også til mølbekæmpelse, da det indeholder olier hvis aromatiske duft afskrækker møl.
Canadisk Cedertræ, også kaldet kæmpethuja eller Western Red Cedar (det botaniske navn er Thuja plicata) er velegnet til snedker-, dreje- og billedskærerarbejde, samt til bygningsbeklædning og udendørs brug. Træet er rødbrunt, svinder kun lidt, det er velduftende og meget holdbart både i luften, under jorden og under vand. Det er desuden let, blødt og bøjeligt, og spalter ikke så let.

## Eksterne links
- Kæmpethuja beskrevet på Træ.dk - Danmarks Træportal, sidst besøgt 4. december 2017.

| Portal | Portal:Bagom Kunst og Design - metoder og materialer |